# Chaetophthalmus collessi
Chaetophthalmus collessi är en tvåvingeart som beskrevs av Cantrell 1985. Chaetophthalmus collessi ingår i släktet Chaetophthalmus och familjen parasitflugor. Inga underarter finns listade i Catalogue of Life.